# St. Jerome’s University
Die St. Jerome’s University (kurz St. Jerome’s oder SJU) ist eine öffentliche römisch-katholische Universität in Waterloo, Ontario, Kanada und Teil der University of Waterloo.
Die Hochschule wurde 1865 von dem Priester Louis Funcken von der Ordensgemeinschaft der Resurrektionisten als St. Jerome College gegründet. 1959 erhielt das College den Universitätsstatus und die Firmierung zum University of St. Jerome’s College. Des Weiteren folgte die Anbindung an die University of Waterloo. 1998 erfolgte die Neufirmierung zur St. Jerome’s University.
Die St. Jerome’s University bietet eine umfassende Ausbildung im Bereich der freien Künste sowie Studienkurse in Englisch, Geschichte, Philosophie, Psychologie, Religionswissenschaft, Humanwissenschaften, Soziologie, Französisch und Italienisch. Die Hochschule beherbergt interdisziplinäre Studienprogramme, darunter etwa Mittelalterstudien, Jura und Sexualität, Ehe- und Familienforschung.